# テレコムスタッフ
テレコムスタッフ株式会社（英: TELECOM STAFF INC.）は、東京都港区に本社を置く映像制作プロダクション。全日本テレビ番組製作社連盟加盟。

## 会社概要
1992年9月設立。1987年6月に放送開始した「世界の車窓から」をはじめとし、紀行・ドキュメンタリー・教養・自然・バラエティ・ドラマとジャンルを超えた幅広い映像作品を手掛ける日本の老舗映像プロダクション。ATP（全日本テレビ番組製作者連盟）の会員社であり、代表取締役の山田治宗が副理事長を務める。テレコムスタッフの業務内容は以下の通り。
- テレビ番組の企画・制作
- 配信コンテンツの企画・制作
- 劇場用映画の企画・制作・配給
- CM、VP、ブランデッドコンテンツの企画・制作、配信
- 書籍・DVDの企画・制作・販売

## 歴史
前身は「テレビマンユニオンコマーシャル (TUC)」。テレビ制作会社の草分けであるテレビマンユニオンの創設メンバーのひとり、寶官正章がテレビCMなどの製作に手を広げることを目的として独立するかたちで誕生した会社で、全日本シーエム放送連盟が主催するACC賞を受賞した「麒麟伝説」などの高い評価を得たCMを続けざまに担当し、注目を集めた。早い時期に「テレコム・ジャパン」に改称している（英字略称や社名ロゴは「TUC」を継続して使っていた）。さらに、テレコム・ジャパン本体が受けた仕事とは競合する会社のCMを担当することを目的とした「テレコム2」、テレビ番組の制作を目的とした「テレコムジャパンTV」、ラジオ番組の制作を目的とした「テレコム・サウンズ」などの分社を続々と作り、総合コンテンツ企業を目指した。
しかし、時期尚早な衛星配信事業への進出が主な原因となり、バブル崩壊後に経営危機に陥る。当時放映中の番組製作を継続するために別資本を立ち上げ、1992年9月4日に分社のひとつ、テレコムジャパンTVから独立し、現在の代表取締役、岡部憲治らが中心となり新たな制作会社テレコムスタッフを設立し、現在に至る（テレコム・ジャパン本体は、テレコムスタッフの切り離し後、1993年に倒産）。
テレビ番組の企画・制作などが主な事業であるが、音声コンテンツや教育用動画コンテンツの制作、DVD等の映像ソフトの制作等も行っている。NHKの番組を多く制作している。
関連企業に東京アカデミー、ティーエーネットワーク、東京アカデミー七賢出版がある。
テレコム・ジャパン時代である1970年代以降数々の受賞歴があり、1988年の「今日甦る！幻の東京オリンピック」（テレビ朝日）にてギャラクシー大賞を受賞、2001年の「『世紀を刻んだ歌』花はどこへいった～静かなる祈りの反戦歌～」（NHK BS2/BS-hi）にてATP賞グランプリ、2004年の「原爆の夏遠い日の少年 元米軍カメラマンが心奪われた一瞬の出会い」（BS-i）ではATP総務大臣賞・優秀賞、日本民間放送連盟賞優秀賞、芸術祭優秀賞を受賞した。2009年には「星新一ショートショート」で国際エミー賞コメディ部門グランプリを受賞している。

## 主な制作番組

### 現在
NHK
- 100分 de 名著
- コズミックフロント
- 英雄たちの選択
- 体感!グレートネイチャー
- 先人たちの底力 知恵泉
- アナザーストーリーズ 運命の分岐点
- 名盤ドキュメント[注 1]
- チャリダー★
- 趣味どきっ!
- 世界はTokyoをめざす
- 365日の献立日記
- 明日をまもるナビ
- スピリチュアルジャパン
- SWITCHインタビュー 達人達
- ターシャの森から
- 赤ちゃん本部長

NHK World JAPAN
- DESIGN × STORIES
- Dining with the Chef
- Hello! NHK WORLD-JAPAN
- Cycle Around Japan
- BIZ STREAM
- Dig More Japan
- RAMEN JAPAN[4]

テレビ朝日
- 世界の車窓から
- あなたの駅前物語
- 未来につなぐエール

テレビ東京
- 探究の階段
- 真夜中ドラマ『ドラマ 地球の歩き方』（系列局 テレビ大阪）

TOKYO MX
- トウキョウもっと!2元気計画研究所

フジテレビ
- 妖怪ランキング大百科

- ザ・ノンフィクション

BS日テレ
- 小さな村の物語イタリア

BS朝日
- 暦に集う
- トップの源流

BS-TBS
- ヒロシのぼっちキャンプ
- 幻の海底遺産を探せ！～水中ドローンで大捜索～

その他
- Edge（スカパー!・529ch）
- 名探偵のお弁当（AXN Mystery）

### 過去
NHK
- 地球テレビ エル・ムンド
- BS歴史館
- クラシックミステリー名曲探偵アマデウス
- アートエンターテインメント 迷宮美術館
- 世界ふれあい街歩き
- トップランナー
- デジタル・スタジアム
- 素敵にガーデニングライフ
- 趣味悠々
- ワンダー×ワンダー
- 天才ビットくん
- 遠くにありてにっぽん人
- シネマの扉
- 恋する雑貨
- 星新一ショートショート
- 土曜フォーラム
- 猫のしっぽ カエルの手 京都 大原 ベニシアの手づくり暮らし
- スタジオパークからこんにちは
- 課外授業 ようこそ先輩
- 世界遺産ドリーム対決!
- まる得マガジン
- Rの法則
- オイコノミア
- 又吉直樹のヘウレーカ!
- 植物男子ベランダー
- きらり!えん旅
- SAMURAI WHEELS
- 平成万葉集
- 今日の料理ビギナーズ
- ＃ジューダイ

フジテレビ
- 晴れたらイイねッ!
- 晴れたらイイねッ!Let'sコミミ隊
- 鳥になる日
- タモリの未来予測TV
- ベイビーStyle
- Happiness is … !
- あしたキラリ+

テレビ朝日
- 二十歳の挑戦
- 世界の街道をゆく
- 都のかほり - 2009年9月30日でレギュラー放送終了、以後1時間単発特番での放送
- 日本を救うのは私だ!大改革!!法案ファイト!
- 素敵な宇宙船地球号
- 爆笑問題&日本国民のセンセイ教えて下さい!（テレビ朝日・朝日放送共同制作）
- ビートたけしの!こんなはずでは!!

BS朝日
- ヨーロッパ路地裏紀行
- いにしへ日和
- みらい遺産

テレビ東京
- 匠の肖像
- ぴかぴかマンボ
- みらいのつくりかた
- 絶メシロード

TBS
- 夢の扉 〜NEXT DOOR〜

BSテレ東
- 日経スペシャル アジアの風〜小さな挑戦者たち〜
- 千の川物語にっぽん美しき水風景
- 酒とつまみと男と女

BS-TBS
- 巨匠たちの輝き〜歴史を創った芸術家たち〜
- 地球バス紀行
- THE 歴史列伝〜そして傑作が生まれた〜
- 諸説あり！

BS-日テレ
- 峠 TOUGE

朝日放送
- 資格図鑑
- たけしのポリスアカデミー
- 世界痛快伝説!!運命のダダダダーン!
- 世界痛快伝説!!運命のダダダダーン!Z
- 近未来×予測テレビ ジキル&ハイド
- 最終警告!たけしの本当は怖い家庭の医学（2009年3月放送分まで、4月から終了まではユーコム制作）

テレビ大阪
- パソコンサンデー

## 制作映画
- ジョン・ルーリー& ザ・ラウンジ・リザースライブ・イン・ベルリン（1993年 監督：ギャレット・リン、製作：バレリー・グッドマン 西前 拓、製作総指揮：岡部憲治）
- フィッシング・ウィズ・ジョン（1998年 監督・音楽：ジョン・ルーリー、プロデューサー：岡部憲治、共同製作：テレコムスタッフ / Lagarto Productions, Inc.）
- 島ノ唄 Thousands of Islands（2006年 監督：伊藤憲、撮影：夏海光造、録音：米山靖、プロデューサー：寺島高幸 大伴直子 清田素嗣 伊藤憲 城戸朱理）
- 裸の夏（2008年、監督：岡部憲治、撮影：山崎裕、出演：麿赤児 大駱駝艦、プロデューサー：岡部憲治 大伴直子、音楽：千野秀一）
- ペンダントイヴ（2009年、監督：平田潤子、構成・演出・振付：黒田育世、撮影監督：山崎裕、プロデューサー：寺島高幸・清田素嗣、制作協力：真如苑）
- ベニシアさんの四季の庭（2013年、監督：菅原和彦、プロデューサー：神戸恭久 高尾順子、制作プロデューサー：鈴木ゆかり）
- ターシャ・テューダー 静かな水の物語 (2017年、監督：松谷光絵、撮影：髙野捻弘、企画・プロデュース：鈴木ゆかり、プロデューサー：坂野かおり、高尾順子)
- 盆唄 (2019年、監督：中江裕司、エグゼクティブプロデューサー：岡部憲治、プロデューサー：堀内史子)

## 主な受賞歴
2002年
- BSスペシャル世紀を刻んだ歌2「ボヘミアン・ラプソディー殺人事件」(NHKBS2)　ATP優秀賞
- 最終警告!たけしの本当は怖い家庭の医学(朝日放送)　ATP最優秀賞

2003年
- アートエンターテインメント 迷宮美術館(NHKハイビジョン/NHK総合/NHKBS2)　ATP総務大臣特別賞
- ハイビジョンスペシャル「幸田家の人びと」〜江戸・平成 四代の物語〜(NHKハイビジョン)　ATP優秀賞/ギャラクシー賞選奨

2004年
- ハイビジョンスペシャル「恋文の世紀〜あの人にこんな恋があった〜」(NHKハイビジョン)　ATP優秀賞
- BSスペシャル世紀を刻んだ歌Ⅲ「オーバー・ザ・レインボウ〜『虹の彼方』に浮かぶアメリカの夢と闇」(NHKBS2)　ATP優秀賞
- 「トレッキングエッセイ紀行」岩稜と氷雪の彼方に〜イタリア・ドロミテ〜(NHKBS2)　ATP優秀賞
- 原爆の夏 遠い日の少年 元米軍カメラマンが心奪われた一瞬の出会い(BS-i)　ATP優秀賞/総務大臣賞 芸術祭優秀賞/日本民間放送連盟優秀賞

2005年
- ハイビジョン特集「恋する一葉〜平成の女子大生がたどる明治の青春〜」(NHKBSハイビジョン)　ギャラクシー奨励賞
- NONFIX シリーズ日本国憲法 第96条憲法改正の手続き 国民的憲法合宿(フジテレビ)　ATP優秀賞
- 確率10000000分の1!? 世にも不思議な超偶然事件簿!! アレは奇跡？奇跡じゃないってば!!(TBS)　ギャラクシー奨励賞

2006年
- ハイビジョン特集「あの夏 60年目の恋文」(NHKBShi)　ATP最優秀賞/総務大臣賞、ギャラクシー奨励賞

2007年
- プレミアム10「サウンド・オブ・ミュージックマリアが語る一家の物語」(NHK総合)　ATP優秀賞
- ハイビジョン特集「シリーズ恋物語　夏目漱石・百年愛のミステリー(NHKBShi)　ATP優秀賞

2008年
- NONFIX 高橋シズヱさんと過ごした7ケ月〜地下鉄サリン事件 被害者の会 代表世話人〜(フジテレビ)　ATP優秀賞
- ハイビジョン特集「初女さんのおむすび〜岩城山麓〜ぬくもりの食卓〜」(NHKBShi)　ATP優秀賞
- 星新一ショートショート(NHKBS2)　2009国際エミー賞グランプリ（コメディ部）/ATP優秀賞

2009年
- 太宰治短編小説集(NHKBS2)　映文連アワード2010優秀作品賞
- ハイビジョン特集「“津軽”〜生誕100年 太宰治と故郷〜」(NHKBShi)　ATP優秀賞/ギャラクシー選奨
- ハイビジョン特集「太宰治“人間失格”裁判」(NHKBShi)　ATP優秀賞

2012年
- にっぽん微笑みの国の物語　時代を江戸に巻き戻せば(BSプレミアム)　ギャラクシー奨励賞
- 東京スカイツリー A to Z(BSプレミアム)　ATP優秀賞
- ノンフィクションW「幻のニュースフィルムが伝える太平洋戦争〜インドネシアで映画を作り続けた男たち〜」(WOWOW)　ギャラクシー奨励賞

2013年
- 井上陽水 ドキュメント『氷の世界40年』(BSプレミアム)　ギャラクシー賞/テレビ部門奨励賞

2014年
- 又吉直樹、島へ行く 母の故郷　〜奄美・加計呂麻島へ〜(BSジャパン)　ギャラクシー賞/テレビ部門選奨
- プレミアムドラマ「拝啓 色川先生」(BSプレミアム)　ギャラクシー賞/テレビ部門選奨

2015年
- 秋の文学スペシャル　漱石「こころ」100 年の秘密(BSプレミアム)　第41回放送文化基金賞優秀賞

2016年
- 「100分de平和論」(NHKEテレ)　放送文化基金賞テレビ・エンターテイメント部門優秀賞
- シリーズ江戸川乱歩短編集Ⅱ　妖しい愛の物語第３回「人間椅子」(BSプレミアム)　ギャラクシー奨励賞

2017年
- 「100分deメディア論」(NHKEテレ)　ギャラクシー賞テレビ部門　優秀賞

2018年
- 「小野田さんと、雪男を探した男　鈴木紀夫の冒険と死」(BSプレミアム)　放送文化基金賞テレビ・エンターテイメント部門奨励賞

2019年
- 「見上げればあなたはいつもそこに〜祝還暦・拝啓 東京タワー様〜」(BSプレミアム)　ATP賞テレビグランプリ 最優秀賞受賞 / ギャラクシー奨励賞
- 「満島ひかり×江戸川乱歩」(BSプレミアム)　ギャラクシー奨励賞
- 「新日本風土記　佃・月島」(BSプレミアム)　映文連アワード2019 最優秀作品賞

2020年
- NHKスペシャル シリーズ「体感 首都直下地震」(NHK総合)　ABU（アジア・太平洋放送連合） ニューメディア・デジタルコンテンツ賞部門 最優秀賞 / RAI（イタリア放送協会）イタリア賞ウェブ・インタラクティブ部門 最優秀賞
- 「天空を駆ける民ララムリ」（NHK BS8)　映文連アワード2021部門優秀賞

2021年
- 「青春マイルストーン かなえゆく・・・短歌で彼女が生きる理由」(スカパーch529)　映文連アワード2021優秀企画賞
- 「Dining with the Chef」(NHK World)　The TASTE Awards 2020 TASTE HALL OF FAME

2022年
- 「100分deパンデミック論」(NHK Eテレ)　放送文化基金賞テレビエンターテインメント部門 優秀賞
- 「Fairy, Einstein and Cherry Tree(妖精とアインシュタインと桜）」　Tokyo Docs優秀企画賞